# Аврам Раканти
Аврам Раканти (на иврит: אברהם שמואל רקנאטי) е израелски и гръцки политик и журналист.

## Биография
Аврам Раканти е роден в 1888 година в Солун, тогава в Османската империя, днес Гърция, в сефарадско семейство. От 1925 до 1933 година е заместник-кмет на Солун. Също така основава произраелски вестник, списван на френски език.
Член е на първия Кнесет в Израел от 1949 до 1951 година от листата на дясната партия Херут. Раканти умира на 30 март 1980 година.